# Kitty Jong

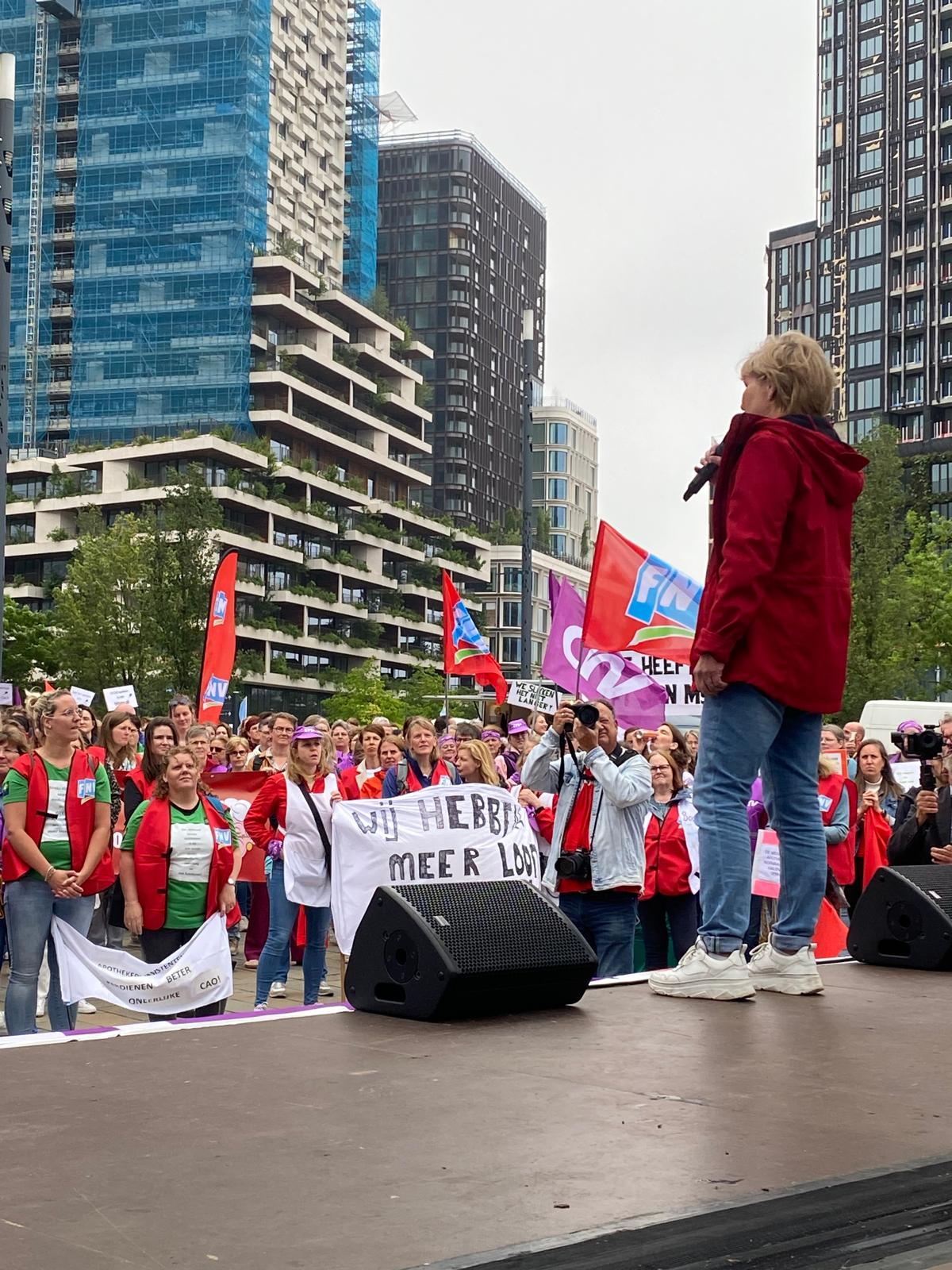
1 juni 2024 actie apothekersassistenten op jaarbeursplein in Utrecht

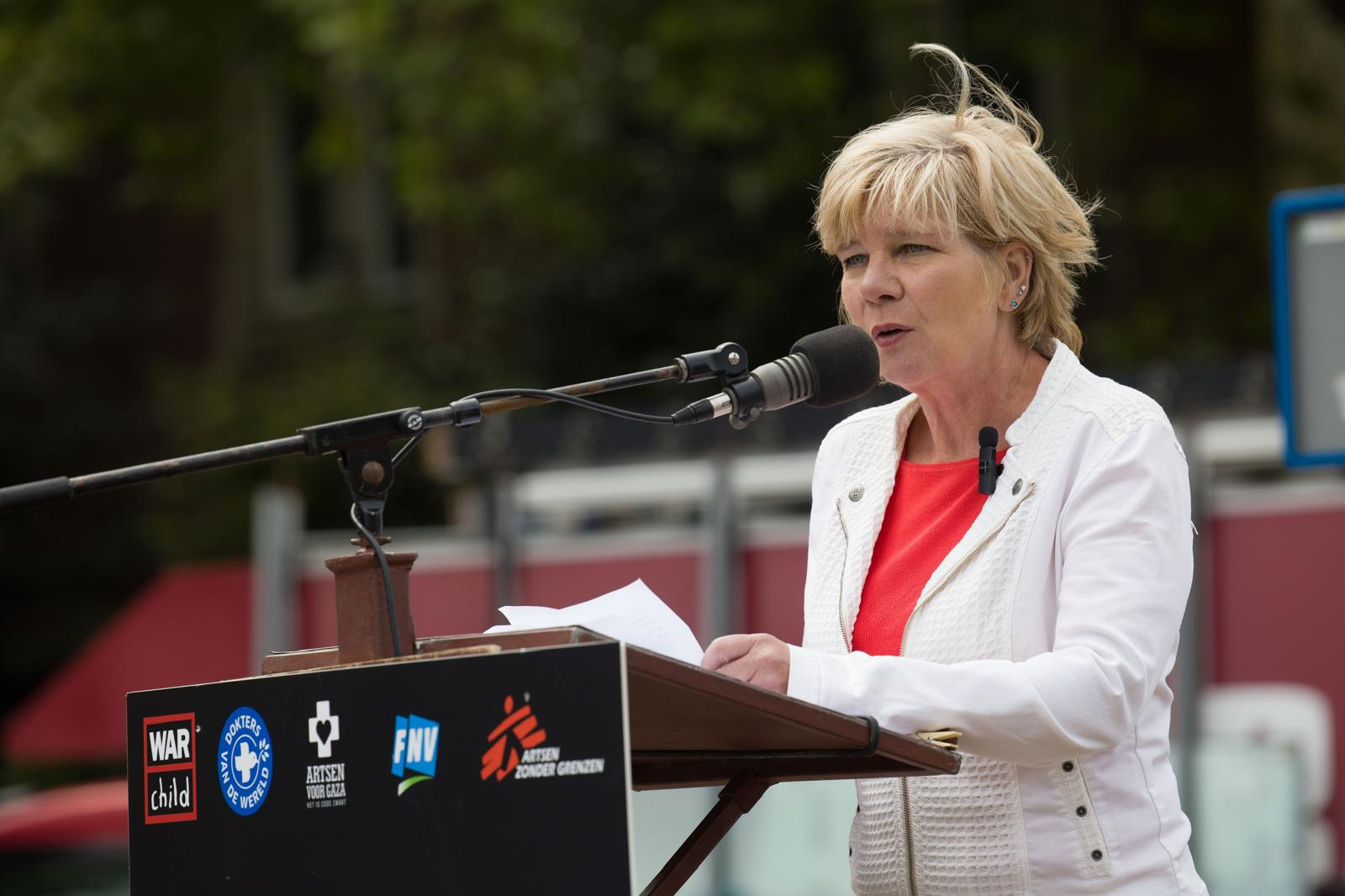
1 juli 2024, actie bij Vredespaleis in Den Haag. Solidariteit met omgekomen zorgverleners in Gaza

Kitty Jong (15 juli 1964) is een Nederlandse vakbondsbestuurder en politica. Zij was van 2017 tot 2025  vicevoorzitter van de FNV.

## Levensloop
Jong volgde het vwo aan het St. Michaël College in Zaandam, waarna ze Talen en Culturen van het Nabije Oosten (Arabistiek) aan de Universiteit van Amsterdam ging studeren. In 1990 behaalde ze haar master. Na haar afstuderen werkte ze bijna tien jaar als commercieel- en administratief medewerker voor het bedrijf Molen Chemie.
Vanaf 2001 werkte Jong bij de Vrije Universiteit in Amsterdam, onder andere als directiesecretaresse voor het College van Bestuur en vanaf 2006 als Ambtelijk secretaris voor de Ondernemingsraad. In 2014 werd zij namens de Partij van de Arbeid gekozen in de gemeenteraad van Weesp.
Jong werd in 2017 onverwacht gekozen als vicevoorzitter van de FNV. Uit hoofde van die functie is zij ook lid van de SER, lid van dagelijks bestuur van de SER, bestuurslid van de Stichting van de Arbeid en sinds januari 2018 voorzitter van de Sociale Alliantie. Daarvoor was zij al twee jaar vicevoorzitter van de tak FNV Overheid. Haar lidmaatschap van de gemeenteraad in Weesp legde zij neer omdat beide functies niet verenigbaar waren.
Jong maakte in september 2020 bekend dat zij Han Busker wilde opvolgen als voorzitter van het FNV. Zij verloor de interne verkiezing van Tuur Elzinga.

## FNV
Jong was in haar rol als vicevoorzitter verantwoordelijk voor verschillende portefeuilles; Sociale Zekerheid, Arbeidsomstandigheden, Medezeggenschap/Corporate Governance, Sociaal Domein, Armoedebestrijding, Grensoverschrijdend gedrag, Mantelzorg en (Sectoroverstijgende) Zorg. Binnen deze sectoren maakte Jong zich als (hoofd- ) onderhandelaar onder andere hard voor de volgende zaken:
- Zij nam namens de FNV deel aan een coalitie van verschillende organisaties die een rechtszaak aanspande waardoor het Systeem Risico Indicatie (SyRI) door de rechtbank ongeldig werd verklaard. SyRI werd gebruikt om op basis van een groot aantal persoonsgegevens fraude op te sporen. Volgens Jong en haar medestanders ging het systeem veel te ver qua privacyschending.[5]

- Verplichte arbeidsongeschiktheidsverzekering voor ZZP'ers.
- Verbetering arbeidsparticipatie arbeidsongeschikten WIA.[6]
- SER-advies 'Diversiteit aan de top'.[7]
- Energietransitie en het Kolenfonds.[8]

Long covid
In coronatijd was Jong aanvoerder in de strijd voor een compensatieregeling voor zorgverleners die tijdens hun werk in de beginfase van de crisis long covid opliepen. Dat leidde in 2023 tot een financiële regeling. En in 2024 tot een uitbreiding van die regeling.
Gevaarlijke stoffen
In 2022 ondertekende minister Karien van Gennip het zero death-verdrag namens Nederland. FNV-bestuurders Petra Bolster en Kitty Jong hadden daarvoor gepleit. De ondertekening van het streven naar nul doden op de werkvloer. Grotendeels veroorzaakt door blootstelling aan gevaarlijke stoffen. Al eerder was Jong uit de SER-commissie Grenswaarden gestapt vanwege het gebrek aan bescherming dat de toenmalige systematiek kende. Dat leidde tot kamervragen. In 2024 werd de systematiek aangepast.
WIA
Vanuit de FNV heeft Jong namens de FNV en in samenwerking met de andere vakcentrales hardheden in de WIA blootgelegd. Dat leidde uiteindelijk tot de instelling van de staatscommissie OCTAS op verzoek van minister Karien van Gennip. In het hoofdlijnenakkoord van het kabinet-Schoof 1 is ruimte gelaten om de adviezen van de commissie uit te werken.
Arbeidsomstandigheden
In het kader van arbeidsomstandigheden is de FNV onder aanvoering van Jong actief op het gebied van (seksueel) grensoverschrijdend gedrag en de onveilige werkvloer. De FNV pleit voor handhaving op bestaande wetgeving, meer verplichtingen voor werkgevers om onafhankelijke vertrouwenspersonen en klachtenregelingen aan te nemen, en de naleving van ILO 190.

## Persoonlijk
Jong is getrouwd. Ze heeft twee zoons en met haar man een samengesteld gezin.